# Сучасний стоїцизм
Сучасний стоїцизм — інтелектуальний рух, що почався наприкінці XX століття, спрямований на відродження практичної філософії стоїцизму. Відрізняється від неостоїцизму, схожим явищем XVII ст. Термін «сучасний стоїцизм» охоплює як відродження інтересу до стоїчної філософії, так і спроби пристосувати античний стоїцизм до етики та концептуальних рамок сьогодення. В листопаді 2012 року було організовано перший Щорічний стоїчний тиждень.

## Відродження у XXI столітті
Сучасний стоїцизм наголошує на філософії як способі життя і пропонує основний набір принципів, що дозволяють впоратися з випробуваннями та негараздами повсякденного життя. Основою сучасного стоїцизму є стоїчна етика. Питанням фізики та логіки, що складали два інших напрями стародавнього стоїцизму не приділяється багато уваги.
Поширення сучасного стоїцизму ініціювала група британських психологів та вчених, яка з 2012 року проводить заходи на стоїчну тематику. Організація Modern Stoicism Ltd., що пропагує сучасний стоїцизм у вигляді філософії особистої етики, зареєстрована у Великій Британії. З 2013 року компанія проводить Тиждень стоїків (англ. Stoic Week), які проходили у Лондоні, Нью-Йорку, Торонто та Афінах. За темами, пов'язаними з філософією сучасного стоїцизму, проходять міжнародні конференції із залученням коміків-стоїків та вчених із різних університетів Канади, Великобританії та США.
Стенфордська філософська енциклопедія визначає стоїцизм як «філософію не про конкретну галузь знань, а як керівництво до способу життя», оскільки стоїки «визначають філософію як вид практики чи вправи». Сучасні стоїки шукають техніки та практики, щоб підтримувати стоїчне мислення, вивчають його як «ментальну програму», досліджують зв'язки з релігійними та іншими філософськими течіями.
На думку професора філософії Ненсі Шерман, антична філософія стоїцизму сучасними стоїками розглядається більше як психотерапевтична практика. Філософія, на її думку, перетворилася в сучасному світі на «егоцентричний попстоїцизм та мегаіндустрію, яка процвітає на ринку». Вона звертає увагу на неправильне тлумачення філософії стоїцизму, яке в сучасному розумінні не стільки філософія, скільки набір премудростей для подолання занепокоєння, медитацій для стримування гніву, вправ для набуття тиші та спокою, тоді як «це в жодному разі не суть філософії стоїцизму».
На думку філософа, погляд, сфокусований на собі, втрачає на увазі зроблений стародавнім стоїцизмом акцент на процвітанні суспільства як спільноти соціальних «я», пов'язаних локально і глобально. Шерман відсилає людей, які намагаються слідувати стоїцизму у XXI столітті, до висловлювання Сенеки: «Давайте розвивати нашу людяність», якому незмінно слідували стоїки, закликаючи до пошуку сили у спільній людяності та спрямовуючи її на допомогу не собі, а групі. Філософія стоїцизму полягає в тому, що вона спрямовує людей до розкриття власного потенціалу через розум, співпрацю та самовідданість.
Популярність сучасний стоїцизм набуває завдяки книгам Альона де Боттона, Вільяма Ірвіна, Олівера Беркмана, Стівена Генсильмана, Массімо Пільюччі, Дональда Робертсона та Райана Холідея. Стоїцизм виявився особливо популярним серед американських військових, підприємців, представників шоубізнесу та спортсменів.

## Основи

### Філософія
Сучасний стоїцизм виник як частина сплеску інтересу до етики чесноти наприкінці XX століття. «Роботи [...] філософів, таких як Філіпа Фут, Аласдер Макінтайр і Марта Нуссбаум, серед інших, повернули етику чесноти як життєздатну альтернативу домінуючим кантіанським — деонтологічним та утилітарним — консеквенціалістським підходам». Сучасний стоїцизм спирається на сплеск публікацій наукових праць з античного стоїцизму наприкінці XX - початку XXI століття. Крім того, сучасний рух стоїцизму сягає своїм корінням в роботу доктора Альберта Елліс, який розробив терапію раціональної емоційної поведінки, а також Аарона Т. Бека, якого багато хто вважає батьком ранніх версій когнітивно-поведінкової терапії. Віктор Франкл, перебуваючи в ув'язненні в нацистському концтаборі під час Другої світової війни, також знайшов стоїцизм корисним; пізніше він розробив свою теорію, відому як логотерапія.
Першою великою роботою, в якій були викладені ключові передумови сучасного стоїцизму, можливо, була книга Лоуренса Беккера "Новий стоїцизм", вперше опублікована в 1997 р..
Стоїки вчать, що, виконуючи набір вправ, практикуючі можуть навчитися бачити світ з універсальної перспективи, розуміти своє місце в ньому та вільно й безпристрасно погоджуватися виконувати обов’язки, покладені на них долею. Стоїчне щастя походить від чеснот мудрості, справедливості, мужності та поміркованості – усі стани індивідуальної душі чи психіки, а отже, під нашим контролем. Все інше ні добре, ні погано.

### Психологія та психотерапія
Стоїцизм став філософським обґрунтуванням для сучасної когнітивної психотерапії, зокрема, для раціонально-емоційної поведінкової терапії доктора Альберта Елліс (REBT), основного попередника КПТ. Посібник з когнітивної терапії депресії, складений Аароном Т. Беком зі співавторами стверджує: «Філософські витоки когнітивної терапії сягають філософів-стоїків». Відома цитата з "Енхірідіона" Епіктету (Enchiridion of Epictetus) була презентована більшості клієнтів під час початкового сеансу традиційного REBT Еллісом та його послідовниками: «Нас засмучують не події, а наші судження про події». Згодом це стало спільним елементом на етапі соціалізації багатьох інших підходів до КПТ. Питання впливу стоїцизму на сучасну психотерапію, особливо в РЕПТ і КПТ, був докладно описаний у «Філософії когнітивно-поведінкової терапії» Дональда Робертсона. До того, кілька психотерапевтів початку XX століття перебували під впливом стоїцизму, насамперед школа «раціонального переконання», заснована швейцарським неврологом та психотерапевтом Полем Дюбуа, який у своїй клінічній роботі значною мірою спирався на стоїцизм та заохочував своїх клієнтів вивчати уривки з Сенеки Молодшого, як домашні завдання.